# Juli 2018
Dit artikel geeft een chronologisch overzicht van de belangrijkste gebeurtenissen per dag in de maand juli van het jaar 2018.

## Gebeurtenissen

### 5 juli
- Litouwen wordt lid van de OESO.[1]
- De Verenigde Staten starten een handelsoorlog met China door 25 procent te heffen op Chinese industriële machines, medische apparatuur en auto-onderdelen, ter waarde van in totaal 34 miljard dollar. China kondigt tegenmaatregelen aan.[2]

### 10 juli
- In Thailand worden de laatste kinderen van een lokaal voetbalelftal en hun trainer gered uit de ondergelopen grot Tham Luang. Ze zaten daar sinds 23 juni vast.[3]

### 14 juli
- Op het wereldkampioenschap voetbal behaalt België brons na een 2-0 overwinning tegen Engeland.[4]

### 15 juli
- Frankrijk wordt voor de tweede maal in de geschiedenis wereldkampioen voetbal na 4-2 winst tegen Kroatië.[5]

### 23 juli
- Begin van grote bosbranden in Griekenland, de op een na zwaarste bosbranden van de 21e eeuw tot dusver, met 88 doden als gevolg.

### 27 juli
- Langste maansverduistering van de 21e eeuw.

## Overleden
← · januari · februari · maart · april · mei · juni · juli · augustus · september · oktober · november · december ·  →